# 努塞拉特難民營大屠殺
努塞拉特難民營大屠殺是2024年6月8日，以色列國境警察特勤隊、辛貝特和以色列國防軍部隊在近東救濟工程處努塞拉特難民營進行救援人質行動時連串轟炸襲擊釀成的慘案。據哈馬斯媒體辦公室和舒哈達阿克薩醫院及Al-Awda醫院的巴勒斯坦衛生官員稱，至少有276名巴勒斯坦人被殺害，超過698人受傷。據報道，阿克薩醫院滿是受傷民眾，而通信被以色列的密集轟炸所中斷。在這次行動中，被哈馬斯扣押在努塞拉特的四名以色列人質獲救，其中包括諾亞·阿加馬尼。哈馬斯說，另有三名人質被打死，其中包括一名美國人質，
這起事件兩天前，以色列空襲同一難民營內收容逃離家園的巴勒斯坦難民的薩爾迪學校，按當地衛生官員報告，該次空襲造成30多人死亡，包括12名婦女和兒童。以色列聲稱其目標是參與10月7日襲擊的哈馬斯武裝分子。

## 背景
努塞拉特難民營是一個有很長歷史的近東救濟工程處難民營，位於加沙地帶中部的代爾拜萊赫。在以色列-哈馬斯戰爭期間，該難民營多次遭到轟炸，有一百多名巴勒斯坦人在襲擊中喪生。最近一次對難民營的襲擊發生在救援行動的前幾天，以色列國防軍襲擊了難民營中的近東救濟工程處學校，造成至少33人死亡。目前尚不清楚其中有多少人是平民。

## 攻擊
以色列軍方發言人丹尼爾·哈加里少將說，營救行動是在努塞拉特難民營居民區的中心地帶進行的，四名人質據報被分別關押在兩棟居民公寓樓裏。這行動據報動員幾百個士兵，及以重型空中支援襲擊難民營。
按沙特記者報道，一些特種部隊成員冒充逃離拉法的巴勒斯坦難民進入難民營。他們據報向當地人稱是在躲避以色對对拉法的攻擊，另有巴勒斯坦當地人稱，其他部隊是乘坐人道主義卡車進入。據目擊者稱，以色列軍車出人意料地駛入難民營，與此同時，難民營的大片區域遭到猛烈轟炸。
據以色列國防軍聲稱，當救援部隊試圖與人質脫離時，發生了大規模交火，在他們的車輛被困住時，有數十名武裝分子用火箭榴彈和機槍向他們射擊，他們不得不進行防衛性空襲，打死了武裝分子和平民。一名擔任醫護員的當地居民稱這次襲擊就像一部「恐怖電影」，以色列無人機和戰機整夜向人們的房屋和試圖逃離的人開火。據Mondoweiss報道，已經收集到許多在激烈交火中幸存的目擊者的個人證詞。
社交媒體有視頻指拍攝到了襲擊後的慘況，血流成河的街道上到處是露出內臟的屍體。哈馬斯在一段視頻中聲稱，在以色列襲擊行動中有三名人質被打死，其中包括一名美國人。
6月8日，網上開始流傳一段視頻，顯示一架以色列國防軍直升機從海灘起飛，背景是碼頭，隨後就有指控美國軍方建造的加沙浮動碼頭是給以色列國防軍在行動中使用。兩名美國官員回應，聲稱該碼頭僅用於人道主義援助，直升機是用於將人質送回以色列，並降落在碼頭以南，但不在封鎖區內。

## 傷亡
加沙衛生部和衛生官員報告說，以色列的行動造成至少274名巴勒斯坦人死亡，698人受傷。以色列軍方發言人丹尼爾·哈加里少將說，據以色列所知，「少於100名」巴勒斯坦人在行動中喪生。加沙衛生部報告說，有64名兒童和57名婦女喪生。
卡車和救護車將傷者送往阿克薩醫院接受治療。在大屠殺發生之前，該醫院就已經擠滿了受傷平民。一位無國界醫生組織代表將阿克薩醫院的情況描述為一場「噩夢」。社交媒體上的一段視頻中可見，醫院的地板上躺滿了全身鮮血、痛苦尖叫的傷者，醫護人員連走動也不能。

## 反應
巴勒斯坦總統馬哈茂德·阿巴斯指示巴勒斯坦駐聯合國特使請求召開聯合國安全理事會緊急會議，討論救援行動造成的影響以及由此導致的死亡。阿巴斯強調 「迫切需要國際干預，以制止人道主義的大災難」。
中東地區普遍視以色列聲稱的營救行動是一場大屠殺，埃及和約旦稱這次行動違反國際法，黎巴嫩外交部指是大屠殺。歐盟最高外交官何塞普·博雷利也認為這次行動是一場大屠殺，而聯合國負責人則詳細描繪了行動的後果，包括「地面上支離破碎的屍體」。
哈馬斯卡薩姆旅發言人阿布·烏拜達譴責了這次襲擊，稱其為「複雜的戰爭罪行」。